# NO ONE SEES NO ONE HEARS NO ONE SPEAKS
『NO ONE SEES NO ONE HEARS NO ONE SPEAKS』（ノー・ワン・シーズ・ノー・ワン・ヒアーズ・ノー・ワン・スピークス）は、PEARLの5枚目のオリジナル・アルバム。1991年11月21日、Sony Recordsから発売された。

## 概要
ベスト・アルバム『BORDERLINE』から2ヶ月ぶりとなった本作は田村直美ソロ・プロジェクト期の初アルバム。

## 批評
CDジャーナルは「彼女のハリのあるパワーのこもったボーカルの魅力はそのままに、歌い方、楽曲共に幅の広がりも見せた」と評した。

## 収録曲
- 作詞：田村直美　編曲：月光恵亮・須貝幸生・神長弘一
- 作曲：田村直美（except 11）　月光恵亮（11）

1. NO ONE SEES NO ONE HEARS NO ONE SPEAKS
2. 哀しいほどのBlue Sky
3. REAL WORLD
4. STILL SPECIAL
5. MIND GAME
6. DREAMER
7. LIFE
8. FARAWAY
9. NO MARCY
10. UNBELIEVABLE
11. X'mas Eve

## レコーディング参加
- 神長弘一（ESSEX） - ギター、コーラス(#ALL)
- 横関敦 - ギター(#3)
- 須貝幸生（ESSEX） - ベース、プログラミング(#1 - 10)
- 鷹羽仁 - キーボード(#1 - 10)
- 相沢公生 - ピアノ(#3)
- 藤井章司 - ドラム(#1 - 8)
- 本田雅人（T-SQUARE） - サックス (#1, 6)